# Sisyrinchium cernuum
Sisyrinchium cernuum är en irisväxtart som först beskrevs av Eugene Pintard Bicknell, och fick sitt nu gällande namn av Thomas Henry Kearney. Sisyrinchium cernuum ingår i släktet gräsliljor, och familjen irisväxter. Inga underarter finns listade i Catalogue of Life.